# Hallersdorf
Hallersdorf ist Dorf und eine Ortschaft in der Weststeiermark sowie eine Katastralgemeinde der Gemeinde Söding-Sankt Johann im Bezirk Voitsberg. Der Ort war von 1850 bis 1948 eine eigenständige Gemeinde und kam dann zur Gemeinde Sankt Johann ob Hohenburg. Am 1. Januar 2015 kam sie mit dem restlichen Gebiet der Gemeinde im Rahmen der Gemeindestrukturreform in der Steiermark zu der neu geschaffenen Gemeinde Söding-Sankt Johann.

## Ortsname und Geografie
Der Name Hallersdorf leitet sich von Hartmann, den Namen eines ehemaligen Grundherren oder dem Gründer der Siedlung ab.
Hallersdorf liegt im südwestlichen Teil der Gemeinde Söding-Sankt Johann, südlich des Hauptortes Sankt Johann ob Hohenburg und südwestlich des Hauptortes Kleinsöding an beiden Ufern der Kainach. Im Nordwesten der Katastralgemeinde befindet sich die zur selben Gemeinde gehörende Katastralgemeinde St. Johann ob Hohenburg. Im Norden schließt die Katastralgemeinde Köppling an, wobei hier die Strecke der Schnellbahnlinie S7 der Graz-Köflacher Eisenbahn entlang der Grenze verläuft. Entlang eines kleinen unbenannten Baches sowie der Kainach verläuft im Nordosten auch die Grenze zur Katastralgemeinde Moosing. Die Lassnitz bildet im Osten den Grenzverlauf zu der zur Marktgemeinde Mooskirchen gehörenden Katastralgemeinde Stögersdorf mit der Rotte Bubendorf. Im Süden und Südwesten verläuft die Grenze zur Marktgemeinde Ligist und der Katastralgemeinde Grabenwarth mit dem gleichnamigen Dorf Grabenwarth und der Rotte Dietenberg, wobei hier im Südwesten der Dittenbergbach teilweise den Grenzverlauf markiert. 
Zu der Ortschaft gehören laut der Statistik Austria neben dem Dorf Hallersdorf auch noch die beiden Rotten Holzberg und Lahn. Die heute namentlich nicht mehr aufgeführte Rotte Furth liegt auch auf dem Gebiet der Katastralgemeinde Hallersdorf.

## Geschichte
Bereits während der römischen Kaiserzeit war das Gebiet des heutigen Dorfes besiedelt. Im Osten der Ortschaft befindet sich die Reste eines vermuteten und nicht genauer datierten Hügelgrabes. Das heutige Dorf geht auf ein Haufendorf mit Blockgemengefluren zurück, das im 10. oder 11. Jahrhundert als bairische Gründungssiedlung entstand. Später wurden aus den Blockgemengefluren durch Gmeinaufteilung Streifenflure. Die erste urkundliche Erwähnung des Ortes als Hartmansdorf stammt aus einem landesfürstlichen Urbar aus den Jahren 1268/1269. Weitere urkundliche Erwähnunge erfolgten 1527 als Albersdorf, 1577 als Algersdorf sowie schließlich 1755 als Hallersdorf.
Die Einwohner des Ortes gehörten bis zur Abschaffung der Grundherrschaften im Jahr 1848 zu verschiedenen Herrschaften, etwa zu Altenburg, Hohenburg, Lannach, Liebenau sowie dem Amt und Bergamt Hallersdorf der Herrschaft Greißenegg, dem Amt Rollau der Herrschaft Großsöding, dem Amt Neudorf der Herrschaft Lankowitz, dem Hofamt der Herrschaft Ligist sowie dem Amt Pfaffenhübl der Herrschaft Winterhof. Der Zehnt an Getreide ging im 16. und 17. Jahrhundert an die Herrschaft Lankowitz während der Haar- und der Hirsezehnt sowie in späterer Zeit auch das Marchfutter an die Herrschaft Ligist ging. Hallersdorf gehörte zum Werbbezirk der Herrschaft Ligist.
Mit der Konstituierung der freien Gemeinden im Jahr 1850 wurde Hallersdorf zur freien Ortsgemeinde Hallersdorf. Eine erste geplante Zusammenlegung mit der Gemeinde Sankt Johann ob Hohenburg scheiterte im Jahr 1919. Im Jahr 1927 wurde die Freiwillige Feuerwehr Hallersdorf gegründet. Bei der Volksabstimmung über den bereits erfolgten Anschluss Österreichs an das Deutsche Reich am 10. April 1938 stimmten 99, und damit alle stimmberechtigten Personen in Hallersdorf für den Anschluss. Hallersdorf war damit eine sogenannte Führergemeinde. Am 1. Januar 1948 wurde die Gemeinde schließlich mit der Gemeinde Sankt Johann ob Hohenburg zusammengelegt. Eine 1950 geplante Auflösung der Feuerwehr im Ort wurde nicht durchgeführt. Am 1. Jänner 2015 wurde im Rahmen der steiermärkischen Gemeindestrukturreform die Gemeinde Sankt Johann-Köppling, und damit auch der Ort Hallersdorf, mit der Gemeinde Söding zu der neu geschaffenen Gemeinde Söding-Sankt Johann zusammengelegt.

## Wirtschaft und Infrastruktur
Hallersdorf ist landwirtschaftlich geprägt. Vor allem der Ackerbau spielt bedeutende Rolle, in den vergangegen Jahrhunderten war auch der Weinbau von Bedeutung.
Die Kinder des Ortes besuchen die Volksschule in Sankt Johann ob Hohenburg. Die Freiwillige Feuerwehr im Ort besteht seit 1927. Für die Wasserversorgung der Bevölkerung ist die Wassergenossenschaft Hallersdorf-Moosing zuständig.

## Kultur und Sehenswürdigkeiten
In Hallersdorf gibt es mehrere sakrale Bauwerke. Die Dorfkapelle existiert seit zumindest 1875 da der Kreuzweg in diesem Bauwerk im Oktober jenes Jahres eingeweiht wurde. Der von Alfred Schlosser geschaffene Hallersdorfer Dorfbildstock wurde im September 1969 geweiht.

## Politik

### Ehemalige Gemeindevorsteher und Bürgermeister
- 1850–1860 Franz Ilgerl[4]
- 1868, 1874 Joseph Wenzel (Wenzl)[4]
- 1875 N. Langmann[4]
- 1884–1886 Stefan Fuchs[4]
- 1887–1889 Joseph Wenzel[4]
- 1890–1910 Josef Gogg[4]
- 1910–1918 Jakob Ilgerl[4]
- 1919 Anton Papst[4]
- 1920–1935 Joseph Pflanzl[4]
- 1935 Alois Ully[4]
- 1937 N. N., unbekannter Amtswalter[4]
- 1939, 1944 N. Wastian[4]
- November 1945 N. Wenzl[4]
- 1946–1947 Karl Hußler[4]